# Savoysche Damenstift
La Savoysche Damenstift (en español la Institución Saboyana de Damas Nobles), formalmente Herzoglich Savoyen'sches Damenstift in Wien (en español, Institución Ducal de Damas Nobles de Saboya) fue una institución fundada en Viena en el siglo XVIII destinada a damas de la nobleza austríaca y bohema.

## Historia
La institución fue fundada de acuerdo con una disposición testamentaria de la princesa María Teresa de Liechtenstein, viuda del príncipe Manuel Tomás de Saboya-Carignano, conde de Soissons. Esta dama murió sin descendientes vivos (el matrimonio solo tuvo un hijo, Eugenio Juan de Saboya (1714-1734) en 1772. Dedicó el palacio en el que residía en Viena a formar una institución que acogiese a damas de la nobleza

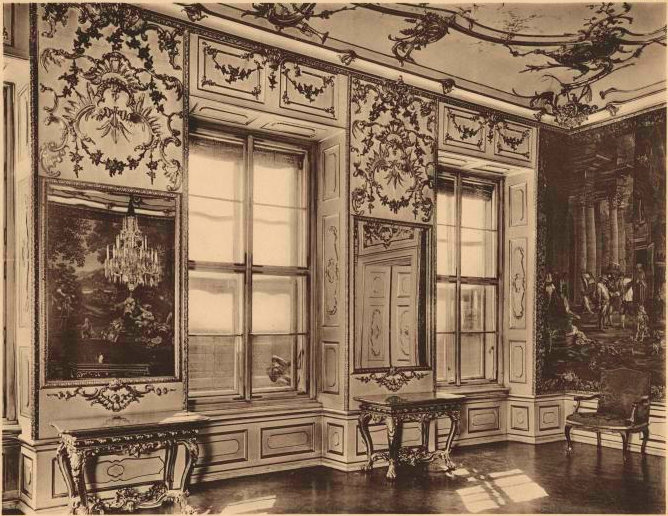
La Installationssaal, donde se elegía a las regentes de la institución.

La institución se encontraba bajo el patronazgo de los sucesivos príncipes de Liechtenstein, que aún hoy conservan la propiedad del palacio que fue sede de la institución.
Entre las damas que formaron parte de la institución se encontraba la princesa Hermine von Metternich-Winneburg (1815-1890), hija del importante político de la época conocida como Vormärz, Klemens von Metternich y su primera esposa, Eleonore von Kaunitz.
La última regente de la institución fue la condesa Karoline von Fünfkirchen que moriría en 1980.

## Estructura
La estructura de la institución varió a la largo de su historia. Por ejemplo, en 1838 la institución contaba con:
- 3 regentes.
- 14 damas (habiendo 3 prebendas vacantes).
- 20 damas honorarias (con 4 vacantes).

Así mismo contaba con un agente.
En 1918, momento de la desaparición del Imperio austrohúngaro, presentaba la siguiente estructura:
- Primer ejecutor testamentario (Erste Testaments-Executor und Obsorger).
- Segundo ejecutor testamentario (Zweiter Testaments-Executor)
- Una regente (Regentin).
- 11 [damas] capitulares (Kapitularinnen).
- 6 damas externas de la institución (Externe Stifts-Damen).
- 19 damas honorarias de la institución (Ehren-Stifts-Damen).
- Un canciller de la institución (Stifts-Kanzlei).
- Un médico (Leib-arzt).
- Un abogado (Rechtsanwalt)

## Sede

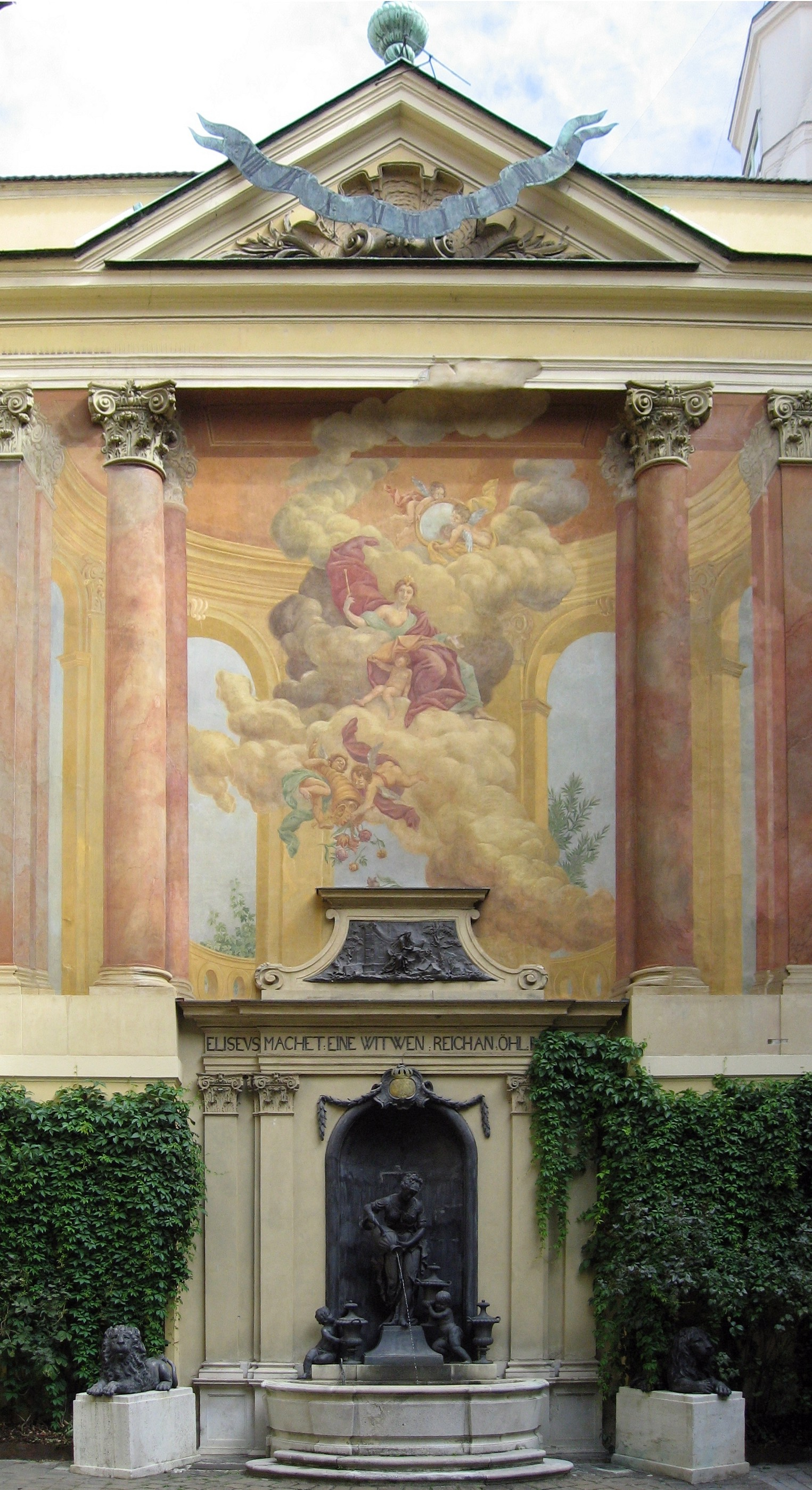
Imagen del patio con la fuente de la Viuda de Sarepta.

La institución se localizaba en un palacio del siglo XVIII en el centro de Viena, de estilo barroco. El palacio cuenta con un patio ricamente decorado que contaba con una fuente dedicada al episodio bíblico de la viuda de Sarepta creada cuando el edificio era aún palacio de María Teresa de Liechtenstein por Johann Martin Fischer y Franz Xaver Messerschmidt in 1769/70. Los interiores de palacio fueron renovados en 1893/1894. En la actualidad se encuentra alquilado y solo puede accederse al patio.

### Individuales
1. ↑  «Hof- und Staats-Handbuch der Österreichisch-Ungarischen Monarchie für das jahr 1918». Hof- und Staats-Handbuch der Österreichisch-Ungarischen Monarchie (en alemán) (Viena): 1376.